# Van Vleck
Van Vleck és una concentració de població designada pel cens dels Estats Units a l'estat de Texas. Segons el cens del 2000 tenia 1.411 habitants.

## Demografia
Segons el cens del 2000, Van Vleck tenia 1.411 habitants, 505 habitatges, i 397 famílies. La densitat de població era de 171,9 habitants per km².
Dels 505 habitatges en un 36,4% hi vivien nens de menys de 18 anys, en un 61,4% hi vivien parelles casades, en un 13,7% dones solteres, i en un 21,2% no eren unitats familiars. En el 18,8% dels habitatges hi vivien persones soles el 7,1% de les quals corresponia a persones de 65 anys o més que vivien soles. El nombre mitjà de persones vivint en cada habitatge era de 2,79 i el nombre mitjà de persones que vivien en cada família era de 3,18.
Per edats la població es repartia de la següent manera: un 29,2% tenia menys de 18 anys, un 8,4% entre 18 i 24, un 26,9% entre 25 i 44, un 23,3% de 45 a 60 i un 12,1% 65 anys o més.
L'edat mediana era de 37 anys. Per cada 100 dones de 18 o més anys hi havia 94,7 homes.
La renda mediana per habitatge era de 30.810 $ i la renda mediana per família de 40.170 $. Els homes tenien una renda mediana de 31.034 $ mentre que les dones 14.438 $. La renda per capita de la població era de 15.595 $. Aproximadament el 3,6% de les famílies i el 4,8% de la població estaven per davall del llindar de pobresa.

## Poblacions més properes
El següent diagrama mostra les poblacions més properes.